# Uma Reflexão Cristã Sobre a Nova Era

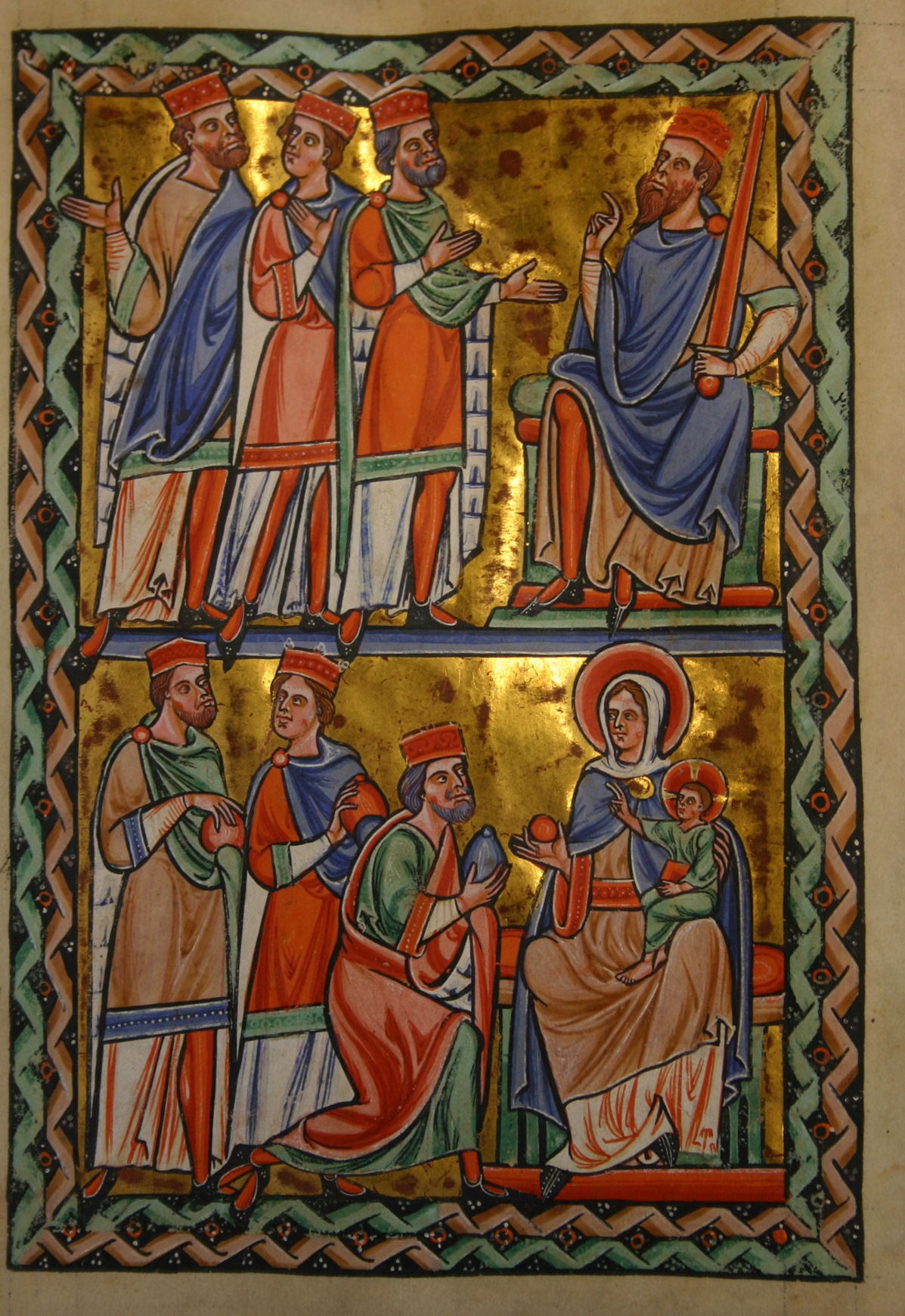
O documento compara a escolha entre Cristo versus a Nova Era com a escolha que os três Reis Magos do Oriente fizeram entre o Menino Jesus e o Rei Herodes, mostrado aqui no saltério do século XIII de São Luís.

Uma reflexão cristã sobre a Nova Era refere-se a um estudo de seis anos da Igreja Católica Romana sobre o movimento da Nova Era. O estudo, publicado em 2003, é altamente crítico do movimento da Nova Era e segue o documento Aspectos da Meditação Cristã de 1989, no qual o Vaticano alertou os católicos contra misturar meditação cristã com abordagens orientais da espiritualidade.
O título do documento é Jesus Cristo, Portador da Água Viva. O documento discute o encontro entre Jesus e a mulher samaritana no poço, que caracteriza como "um paradigma para o nosso compromisso com a verdade".
O documento considera a Nova Era como sendo baseada em "pensamento fraco" e enfatiza as diferenças entre o pensamento católico e a Nova Era. De acordo com a revisão do documento em The Tablet, "não há dúvida no documento de que a Nova Era é incompatível e hostil às crenças centrais do cristianismo".
Expressando concordância geral com as opiniões expressas no documento, Richard Land, presidente da Comissão de Ética e Liberdade Religiosa da Convenção Batista do Sul, disse que haveria um amplo consenso entre os batistas de que as idéias da Nova Era são contrárias à tradição e doutrina cristãs.

## Antecedentes e visão geral
O documento foi preparado em resposta à necessidade expressa pelos bispos católicos de ter uma diretiva clara sobre a posição das práticas da Nova Era em relação à doutrina católica romana. Em resposta às solicitações, o documento aborda e fornece orientação cristã sobre os fenômenos da Nova Era que envolvem ioga, meditação, feng shui, cura por cristais e foi publicado em 2003 como um livreto de 90 páginas intitulado Uma reflexão cristã sobre a Nova Era.
O documento foi apresentado em uma conferência do Vaticano em fevereiro de 2003 como Uma reflexão cristã sobre a nova era. O Monsenhor Michael Fitzgerald declarou na conferência que a "Igreja evita qualquer conceito que seja próximo dos da Nova Era". O cardeal Paul Poupard, chefe do Pontifício Conselho para a Cultura, disse que "a Nova Era é uma resposta enganosa às mais antigas esperanças do homem". Poupard, ministro da Cultura do Vaticano, também alertou que a Nova Era se baseava em "pensamentos fracos".

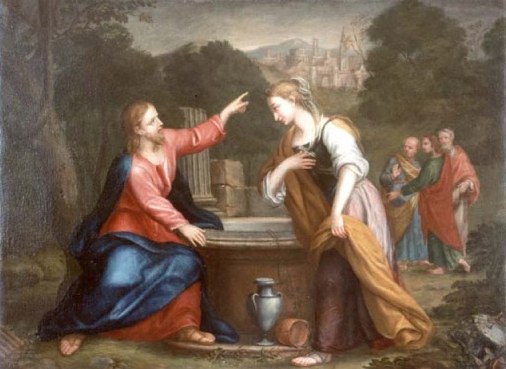
O discurso da água viva entre Jesus e a mulher samaritana no poço, de Giacomo Franceschini, século XVII-XVIII

O documento apresenta uma visão altamente crítica do movimento da Nova Era e o considera incompatível e hostil às crenças centrais do cristianismo. O documento afirma que, após um exame cuidadoso, fica claro que há pouca coisa na Nova Era que é nova e que, para os cristãos, a "Nova Era começou há 2000 anos, com Cristo". O documento também critica o movimento da Nova Era, afirmando que está tentando embaçar a distinção entre o bem e o mal.
Ao fazer a pergunta: Cristo ou Aquário? o documento afirma que a Nova Era geralmente sugere uma visão alternativa da realidade ou uma maneira alternativa de melhorar a situação atual por meio de magia. O documento critica a visão de que a era de Aquário substituirá a era cristã. Referindo-se ao Evangelho de Lucas ( 16:13 ) que "nenhum servo pode ser escravo de dois senhores", afirma que os cristãos precisam apenas pensar na diferença entre os sábios do Oriente e o rei Herodes para reconhecer os efeitos poderosos de escolha a favor ou contra Cristo.
A revista jesuíta America comentou que a diretiva do Vaticano era relevante para as mulheres católicas em institutos religiosos, porque existem diferenças claras entre os ensinamentos católicos e a Nova Era que podem ficar obscurecidas nas práticas espirituais.
O documento também foi discutido na conferência do Vaticano em junho de 2004, com a participação de representantes das conferências episcopais de 22 países, além de membros da Cúria Romana. Após a conferência, Alessandro Pennesi, professor da Pontifícia Universidade Lateranense, reiterou as advertências do Vaticano e afirmou que concorda com o sentimento de que a Nova Era se baseia no "relativismo ético" e que não é possível "isolar alguns elementos da Nova Era como aceitável para os cristãos, enquanto rejeita os outros".

## Estrutura e conteúdo
O documento possui 6 seções principais, além de um apêndice e glossário de termos da Nova Era. As seções principais são:
1. Que tipo de reflexão. Esta seção discute o contexto e o momento do documento. Ele afirma que o Terceiro Milênio, dois mil anos após o nascimento de Cristo, é um tempo em que os astrólogos acreditam que a Era de Peixes está chegando ao fim. Portanto, um momento em que o público é bombardeado com a mensagem da Nova Era pode ser o momento certo para oferecer uma avaliação de por que ela não é consistente com a mensagem cristã.
2) Espiritualidade da Nova Era: uma visão geral. Esta seção fornece uma visão geral do Movimento da Nova Era e sua história. Referindo-se à harmonia e às boas vibrações, critica a abordagem de estar em sintonia com a natureza ou o cosmos, alegando que obscurece a distinção entre bem e mal e cria a mentalidade de que "não podemos condenar ninguém, e ninguém precisa de perdão".
Vida de ouro: o documento afirma que as práticas da Nova Era podem ser associadas a outras práticas, listando acupuntura, biofeedback, cinesiologia, homeopatia, iridologia, massagem por polaridade, meditação e visualização, cura psíquica, cura por cristais, metais, música ou cores e programas de doze etapas.
Totalidade e dualismo: O documento afirma que a Nova Era encoraja que devemos superar dualismos, como Criador e criação, a distinção entre homem e natureza, ou espírito e matéria.
Temas centrais da Nova Era. O documento afirma que a Nova Era não é uma religião, mas está interessada no que é chamado de "divino". Alguns pontos comuns no movimento da Nova Era são: 
- O cosmos é visto como um todo orgânico, animado por uma energia, alma ou espírito.
- É dada credibilidade à mediação de várias entidades espirituais.
- Presume-se que os humanos sejam capazes de ascender a esferas superiores invisíveis.
- Um "conhecimento perene" é anterior e é superior a todas as religiões e culturas.
- As pessoas são encorajadas a seguir mestres iluminados.

3) Nova era e fé cristã. O documento afirma que, para os cristãos, a vida espiritual é um relacionamento com Deus. Critica a meditação oriental e afirma que todas as técnicas de meditação precisam ser eliminadas da presunção e pretensão. Afirma que a oração cristã não é um exercício de auto-contemplação, quietude e auto-esvaziamento, mas um diálogo de amor, que "implica uma atitude de conversão, uma fuga do 'eu' para o 'você' de Deus".
4) Nova Era e fé cristã em contraste. Esta seção critica vários elementos das práticas da Nova Era. Por exemplo, alega que as práticas da Nova Era não são realmente oração.
5) Jesus Cristo nos oferece a água viva. O documento reitera que o único fundamento da Igreja é Jesus Cristo, que está no centro de toda ação cristã e de toda mensagem cristã. Refere-se ao relato do Evangelho do João da Mulher Samaritana no Poço como "um paradigma para o nosso compromisso com a verdade".
6 Pontos a serem observados. Esta seção menciona vários itens, enfatizando também a necessidade de orientação pastoral contra o movimento da nova era.

## Lugares da Nova Era
O documento cita três lugares principais da Nova Era que considera censuráveis: Esalen na Califórnia, Findhorn na Escócia e Monte Veritá na Suíça. Ele também menciona o Open Center e o Omega Institute em Nova York.
O documento afirma que os anuários do Monte Verità deixam claro que existe a intenção de criar uma "religião mundial integrada" e que é fascinante ver a lista de pessoas que se reuniram ao longo dos anos em Monte Verità.